# Intervención en la salud
Se da el nombre de intervención en la salud (o intervención en salud) a todo aquel esfuerzo que tiene como objeto promover buenos comportamientos relacionados con la salud (como, por ejemplo, realizar ejercicio físico) o prevenir o evitar malos comportamientos relacionados con la salud (por ejemplo, promoviendo la interrupción del consumo de tabaco o desalentando el consumo de sustancias ilícitas o el consumo excesivo de bebidas alcohólicas).
Las intervenciones en la salud pueden aplicarlas distintos tipos de organizaciones: instituciones de salud y organizaciones de la iniciativa privada.
En los años recientes se han desarrollado diversas formas de intervención que incluyen a la familia y a los amigos, lo cual ha servido para alentar a personas que presentan comportamientos autodestructivos o adictivos a que acepten la ayuda. Esto dio inicio en la década de 1960, con la llamada Intervención Johnson. Desde entonces se han desarrollado distintas variantes de esta metodología básica, cada una de las cuales presenta ventajas y desventajas.
Es importante mencionar que esta información está incompleta. 